# Kalevala (stad)
För andra betydelser, se Kalevala (olika betydelser).
Kalevala (ryska: Калевала) är en ort i rajonen Kalevala i Karelska republiken i nordvästra Ryssland. Staden är rajonens administrativa centrum och har cirka 4 000 invånare. Före namnbytet hette orten Uchta (ryska: Ухта), på finska Uhtua och på karelska Uhtuo. Rajonen bytte namn till Kalevala vid 100-årsjubileet för det finsk-karelska eposet Kalevala 1935, och orten bytte namn till Kalevala 1963.
Kalevala är mest känd som Kalevala-eposets hemstad. I Kalevala finns bland annat Elias Lönnrots träd, där Lönnrot sägs ha suttit och skrivit ner verserna till eposet. I Kalevala finns också Arhippa Perttunens hus. Pentunen var en av de mest berömda runosångarna.
Idag utgör ursprungsbefolkningen karelerna endast 45% av stadens invånarantal.[källa behövs]